# Thủy thủ

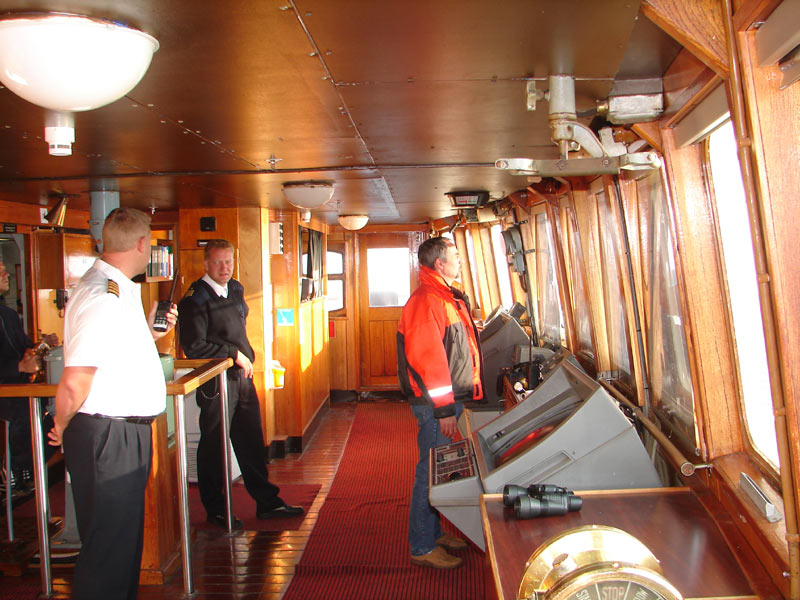
Ba loại thủy quân lục chiến, được nhìn thấy ở đây trong buồng lái của một con tàu: một thuyền trưởng, một able seaman và một hoa tiêu.

Thủy thủ là một người làm việc trên tàu thủy như một phần của thủy thủ đoàn và có thể làm việc trong bất kỳ một trong các lĩnh vực khác nhau có liên quan đến hoạt động và bảo dưỡng tàu.
Nghề thủy thủ đã cũ và thuật ngữ "thủy thủ" có nguồn gốc từ nguyên của nó khi tàu thuyền là phương thức vận tải chính trên biển, nhưng bây giờ nó đề cập đến nhân viên của tất cả các tàu thủy bất kể phương thức vận tải, và bao gồm những người điều hành tàu chuyên nghiệp hoặc giải trí, có thể là cho hải quân quân đội hoặc hải quân thương gia dân sự. Trong hải quân, có thể có sự phân biệt hơn nữa: thủy thủ có thể đề cập đến bất kỳ thành viên nào của hải quân ngay cả khi họ ở trên đất liền; trong khi thủy thủ thuộc binh chủng Hải quân có thể đề cập đến một thứ hạng quân ngũ cụ thể.

## Thủy thủ chuyên nghiệp
Những người đi biển nắm giữ nhiều ngành nghề và cấp bậc khác nhau, mỗi nghề nghiệp đều mang những trách nhiệm riêng biệt không thể thiếu đối với hoạt động thành công của một con tàu viễn dương. Thuyền viên của một con tàu thường có thể được chia thành bốn loại chính: bộ phận boong, bộ phận kỹ thuật, bộ phận quản lý và các bộ phận khác.

### Bộ phận boong

Một thủy thủ đứng nhìn tảng băng trôi trên mũi tàu chở hàng USNS Southern Cross trong một nhiệm vụ cung cấp hàng cho Trạm McMurdo, Nam Cực; khoảng năm 1981.

Các vị trí sĩ quan trong bộ phận boong bao gồm nhưng không giới hạn ở: thuyền trưởng và chỉ huy trưởng, sĩ quan cấp thứ hai và thứ ba. Các phân loại chính thức cho các thành viên không có giấy phép của bộ phận boong có thể là thủy thủ và thủy thủ bình thường. Với một số biến thể, người chỉ huy chính thường bị giao nhiệm vụ của người quản lý hàng. Sãi quan thứ hai được giao việc nhân viên y tế trong trường hợp khẩn cấp y tế. Cả ba vị trí này cùng làm ca bốn giờ buổi sáng và chiều, thay đổi nhau trên cầu, khi tàu đang đi trên biển.

### Bộ phận kỹ thuật
Bộ phận kỹ thuật của tàu bao gồm các thành viên của thủy thủ đoàn vận hành và duy trì lực đẩy và các hệ thống khác trên tàu. Nhân viên kỹ thuật hàng hải cũng chịu trách nhiệm với các dịch vụ "khách sạn" trên tàu, đáng chú ý là hệ thống nước thải, ánh sáng, điều hòa không khí và hệ thống nước. Nhân viên kỹ thuật quản lý việc chuyển nhiên liệu số lượng lớn, từ một sà lan cung cấp nhiên liệu tại cảng. Khi tiến hành trên biển, các kỹ sư thứ hai và thứ ba thường sẽ bị chiếm dụng với việc chuyển dầu từ bể chứa, sang bể hoạt động tích cực. Làm sạch máy lọc dầu là một công việc thường xuyên khác. Nhân viên kỹ thuật được yêu cầu đào tạo về chữa cháy và sơ cứu. Nhiệm vụ bổ sung bao gồm duy trì thuyền của tàu và thực hiện các nhiệm vụ hải lý khác. Các kỹ sư đóng một vai trò quan trọng trong hệ thống tải / xả hàng hóa và hệ thống an toàn, mặc dù chức năng xả hàng cụ thể vẫn thuộc trách nhiệm của các sĩ quan boong và công nhân boong.